# Меморіальний сквер пам'яті жертв Голокосту (Кременчук)
Меморіальний сквер «Пам'яті жертв Голокосту» — меморіальний сквер Кременчука на вулиці Київській біля будинку 59.

## Історія

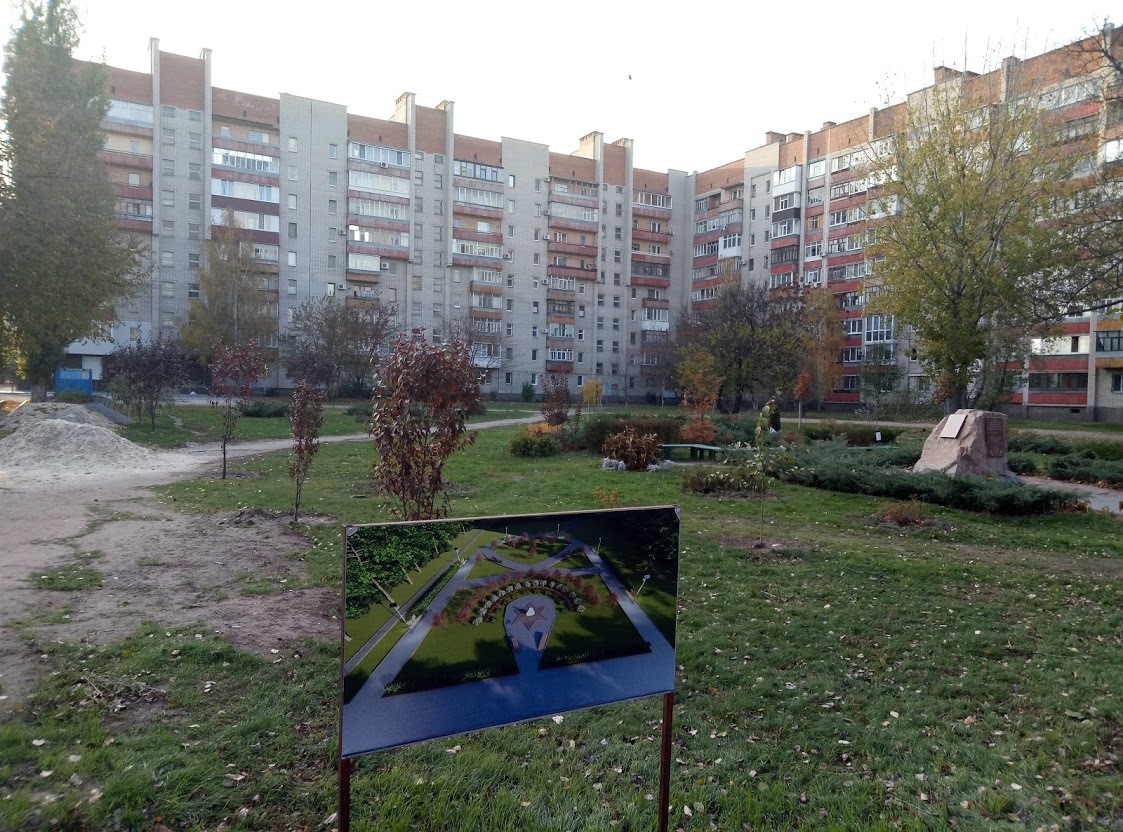
Сквер у листопаді 2019 та план його розвитку.

На території від вул. Київської до нинішнього парку Миру і далі до «піщаного кар'єру» знаходяться 36 ям-могил, розміром 60х30х6 метрів. У них лежать останки понад 8 тисяч кременчуцьких євреїв різного віку, розстріляних у жовтні 1941 року німецькими загарбниками.
Рішенням Кременчуцької міської ради від 28 серпня 2012 року було надано зеленій зоні загального користування по вул. Київській в районі будинку № 59 статусу меморіального скверу з присвоєнням назви «Пам'яті жертв Голокосту». Рішенням Кременчуцького міськвиконкому сквер переданий на баланс КП «Благоустрій Кременчука».
Пам'ятний знак жертвам Голокосту з'явився тут у 2014 році. До цього на цьому місці був гранітний камінь.
29 вересня 2017 міський голова Малецький разом з Генеральним консулом Республіки Польща Янушем Яблонським посадили у сквері саджанець дерева — метасеквої.